# Емі Рід
Е́мі Рід (англ. Amy Ried; нар. 5 квітня 1985 року, Франкфурт-на-Майні, Німеччина) — американська порноакторка й кінорежисерка порнофільмів.

## Біографія
Народилася в Німеччині, але коли їй був рік, батьки переїхали до Каліфорнії. Там вона два роки навчалася в політехнічному відділенні Каліфорнійського університету, вивчаючи проєктування.

## Кар'єра
Вперше знялася у порнофільмі в 20 років під псевдонімом Devin Valencia у фільмі «Young Ripe Mellons 7».
У жовтні 2007 року підписала ексклюзивні контракти зі студією «Third Degree Films»  і через 2 роки в жовтні 2009 року почала зйомки зі студією «New Sensations». Поки не заснувала власну кінокомпанію — Riedemption Productions. Фільми даної студії відрізняються екстремальністю зйомки та майстерністю акторів, що знаходяться в екстремальних ситуаціях: наприклад, стрибають із парашутом. При оригінальності знімального процесу, Рід ніколи не боялася екстремальних умов: наприклад, нанезвичайніший секс мала в пустелі.

## Нагороди
- 2007 FAME Award – Favorite Female Rookie[6]
- 2007 AVN Award – Best Anal Sex Scene – Breakin' 'Em In #9[8]
- 2007 AVN Award – Best Tease Performance – My Plaything: Amy Ried[8]
- 2008 Adam Film World Guide Award – Contract Starlet Of The Year – Third Degree Films[9]
- 2010 AVN Award – Best Couples Sex Scene – 30 Rock: A XXX Parody[10]